# Гребінка Леонід Євгенович
Леонід Євгенович Гребі́нка (1909, с. Убіжище, Пирятинський повіт — 14 квітня 1942, м. Саратов, РФ) — український поет, перекладач. Леонід Євгенович був онуком по братові видатного українського та російського письменника, байкаря, педагога, та видавця XIX ст. Євгена Павловича Гребінки.

## Життєпис
Леонід Євгенович Гребінка народився у 1909 р. в с. Убіжище, Пирятинського повіту, Полтавської губернії у родині революціонера та громадського діяча. Батько Євген Аполлонович був членом революційної української партії — РУП, а мати Ірина Олексіївна була дочкою священнослужителя.
Його Ранні дитячі роки проходили в різних місцях (як указує Леонід Євгенович у своїй автобіографії — в Золотоноші, Миргороді, Пирятині), оскільки його батько за революційну діяльність переслідувався царським урядом і не мав стабільної роботи.
Початкову освіту, мабуть, одержав в домашніх умовах від батьків. Після революції 1917 року родина Євгена Аполлоновича жила в Пирятині, де в 1921 році він працював народним суддею (він мав незакінчену юридичну освіту: майже 3 роки навчався на юридичному факультеті Київського університету).
Наприкінці 1921 року (чи на початку) він уже не працював народним суддею. Навесні 1922 року померла його дружина Ірина Олексіївна від сипного тифу, і він з сім'єю переїхав в с. Убіжище (тепер Мар'янівка). За свідченням старожилів хутора Убіжище, Євгена Аполлоновича, як і всіх поміщиків, виселили з його будинку і він був змушений разом зі своїми синами та дочкою ходити по хатах селян і таким чином зароблять на прожиття.
Взимку 1923 року померла дочка Наталія. Старший його син Тарас виїхав з с. Убіжища раніше. А весною 1923 р. Євген Аполлонович з молодшими синами Вадимом і Леонідом теж залишив с. Убіжище: Леоніда відправив до Києва під виглядом осиротілого хлопця, а сам з Вадимом поїхав в м. Харків до Тараса.
Так Леонід опинився в одному із дитбудинків м. Києва (Леонід Євгенович у своїй автобіографії писав, що його батьки померли в 1923 р. від тифу; фактично ж Євген Аполлонович помер в 1931 р. від запалення легенів), а з 11 липня 1924 р. він знаходився в дитячому містечку Ленінське.
Там він закінчив художньо-індустріальний технікум і навчався в інституті народної освіти (так називався в ті часи Київський університет ім. Т. Г. Шевченка), навчання в якому не завершив через «гонитву за поетичною славою» (як він писав у своїй автобіографії).

## Кар'єра
З кінця 1920-х років Леонід працює журналістом, коректором, фельєтоністом і літпрацівником, редактором мови у різних друкарських установах.
В 1933 р. Леонід із Києва перебрався до Москви, де працював на журналістській роботі в видавництві ОНТВ, в газетах «Рабочая Москва», «Советское искусство», а літніми періодами — в «Ялтинських Курортних известиях».
В 1939 р. він вступив до Літературного інституту ім. Горького на відділ поезії, де навчався два роки до самого арешту. Обидва роки перебування в Літературному інституті Л. Гребінка був відмінником навчання, преміювався звільненням плати за навчання, путівкою в будинок відпочинку тощо.
Віршувати Л. Гребінка почав 12-річним хлопцем, а друкувався з 1925 р. в журналах «Життя і революція», «Червоний шлях», «Глобус» та ін.
В 1930 р. вийшла в світ його єдина віршована збірка «Радість чорноземна». Не забарилась «пролетарська» критика цієї збірки. В журналі «Червоний шлях» № 11-12 за 1930 рік в розділі «Бібліографія» з'явилась стаття "Леонід Гребінка «Радість Чорноземна». Її автор, якийсь Іван Юрченко так оцінив вірші збірки Л. Гребінки: «Це поетична істерика, поезія „надриву“, викопана „достоєвщина“ найгіршого ґатунку». Заключаючи критику збірки Іван Юрченко проявив «революційну пильність»: «Назовні, мав би то далекий від соціальних тем Л. Гребінка фактично показав вороже обличчя, обличчя класового ворога в літературі, щоправда, під поетичним забралом». Таку «пролетарську» критику підтримали деякі інші автори критичних статей (Я. Савченко, В. Прокопович), опублікованих в той час.
При такій характеристиці збірки віршів Л. Гребінки та самого автора, він не міг друкуватися, як було до цього, він, мабуть, не зовсім комфортно почував себе і на роботі в видавництвах. Мабуть, тому він змушений був замість поезії зайнятись журналістикою, а в 1933 р. емігрувати із рідної України до Москви. Після такої «критики» Л. Гребінка фактично відійшов від літературної діяльності й лише в другій половині 1930-х років зайнявся перекладами на українську мову.
З 1930 р. він закінчив переклад «Гамлета» В. Шекспіра і передав повний текст його до Київського театру ім. І. Франка. В 1937 р. він почав, а в 1941 р. закінчив переклад «Слова о полку Ігоревім». В ці ж роки він займався перекладами творів О. Пушкіна і написав «Кримські вірші».
Мешкав Л. Гребінка в Москві на найманих квартирах, а в 1940 р. його запросив на проживання у свій дім товариш по навчанню в Літературному інституті на відділ поезії Снесарьов Олександр Андрійович (1918 р. народження, загинув в 1941 р. в боях під Москвою). Господинею в домі була його сестра Снесарьова Євгенія Андріївна (1912 р. нар.). їх батько Андрій Євгенович Снесарьов (1865—1937) був генерал-лейтенантом царської армії, в першу світову війну командував корпусом.
В 1917 р. перейшов на бік радянської влади, брав участь в побудові збройних сил радянської держави, брав участь в обороні Царицина, в 1919—1921 рр. був начальником Академії Генерального штабу, а після — її професором.
В 1930 р. він був заарештований (йому було пред'явлено звинувачення по ст.. 58) і засланий в ГУЛАГ на 10 років, помер він в 1937 р.
Його сім'я жила в Москві на Зубовському бульварі. По генеральному планові перебудови Москви їх будинок підлягав зносу. Вони одержали грошову компенсацію і ділянку землі на ст. Кусково (біля Москви) для побудови будинку. Тут їм і побудовано двоповерховий дерев'яний будинок (знесений в 1961 р. при розбудові Москви).
Треба сказати, що з сім'єю репресованого Снесарьова А. Є. радянська влада вчинила не так немилосердно, як із сім'ями інших репресованих воєначальників: Євгенія Андріївна ще до війни почала навчатися в інституті іноземних мов (навчалася там з перервами до 1954 року) і в 1941 році вона вже викладала в школі англійську мову, а її брат Олександр Андрійович навчався в літературному інституті.

## Спогади про Леоніда Гребінку
Автор мав зустріч з Євгенією Андріївною на її квартирі в Москві на Ломоносовському проспекті. При зустрічі та у листах вона розповідала про Леоніда Гребінку: «Росту він був середнього міцної статури. Не хворів, мабуть, був кріпкого здоров'я, колір його волосся — темний. Побалакати і поміркувати він любив. Розмови у нас були кололітературні, про мистецтво, політичні. Про себе, про своїх братів ніколи нічого не розповідав. Про батьків сказав, що вони померли і більше нічого не став уточнять. Говорив він гарячково, надто коли розмова заходила про Україну, її несвободу, залежність її від Росії. Український патріотизм хворобливо проступав у ньому. Навіть коли трошки брали на кпини, він ліз на стінку. Говорив він різко, нервово, завжди відстоюючи щось своє, хоча й відстоювати наче не було чого. Він конче грамотно висловлював свої думки, мова його була насичена синонімами, метафорами. Свої переклади Шекспіра він інколи читав мені, як знавцю англійської мови».

## Особисте життя
У Києві він одружився з Козакевич Ганною Абрамівною, з якою проживав до 1937 р.; про причини розриву шлюбу і за наявність чи відсутність у них дітей — нічого невідомо.

## Арешт
«Жив він в одній кімнаті з моїм братом Олександром, де його і заарештували 24 червня 1941 року. Прийшли за ним, коли він і брат мій ще спали. Все, що було в нього із документів і паперів, вони забрали, як вдалося встановити, всі папери його вилучені при арешті, були знищені 18 жовтня 1941 року при переведенні його із московської в'язниці до саратівської».
17 листопада 1941 року Леонід Гребінка був засуджений військовим трибуналом військ НКВС Саратівської області на підставі ст..ст 58-8,58-10, ч. 1,58-1 КК РСФСР (1926 року) до розстрілу. Цього ж дня він подав до військової колегії Верховного суду СРСР касаційну скаргу, яка залишила вирок військового трибуналу 17.11.1941 року без змін.
Касаційна скарга Л. Гребінки за його проханням була направлена до Президії Верховної Ради, яка на своєму засіданні 22 квітня 1942 року затвердила поданий на розгляд проєкт вирішення долі 242 «смертників». В цьому проєкті Л. Гребінці розстріл замінявся десятьма роками позбавлення волі.
Автори цього проєкту касаційного списку, мабуть, хотіли показати керівництву держави, що вони стараються по можливості зберегти для держави поетичні таланти, в тім числі нащадка класика літератури Євгена Павловича Гребінки. В той самий час ці автори були переконані, що Леонід Гребінка, як син дворянина, є ненадійним елементом, який підлягає знищенню.
Ними і була надіслана відповідна вказівка до саратівської в'язниці. Тому пом'якшення міри покарання не діждався: він нібито помер 14 квітня 1942 року від «кишкової інтоксикації», як записано в акті про його смерть.

## Вшанування пам'яті
В 1990 році зусиллями добродія Р. Доценка (який відшукав твори і переклади Леоніда Гребінки), всі твори його були зібрані докупи і опубліковані в збірці під тією ж назвою «Радість чорноземна».